# تأثير الغزو الأمريكي على الزراعة العراقية
تأثير الغزو الأمريكي على الزراعة العراقية أو الأمر العسكري الأمريكي 81 (بالإنجليزية: Order 81) هو أحد الأوامر الصادرة عن سلطة الائتلاف المؤقتة (Coalition Provisional Authority – CPA) التي أنشأتها الولايات المتحدة بعد غزو العراق في عام 2003. صدر هذا الأمر بتاريخ 26 نيسان 2004، وكان بعنوان "براءات الاختراع والتصاميم الصناعية" (Patent, Industrial Design, Undisclosed Information, Integrated Circuits and Plant Variety Law). وقد أثار جدلًا واسعًا بسبب تأثيره العميق على الزراعة العراقية، خاصةً فيما يتعلق بحقوق المزارعين، والبذور التقليدية، والسيادة الغذائية. حاول العراق حماية موارده من الغزو، لكن عددًا قليلًا من الدول قدم له المساعدة، منها إيران التي وافقت على استقبال الطائرات العراقية. أما البذور الزراعية العراقية، فكان مصيرها غير واضح، ولم يُعرف ما إذا كانت ستُصادر أو تُدمّر كما حدث مع موارد أخرى.

## أهداف ومحتوى الأمر 81
وفقًا للنص الكامل للأمر، فإن الهدف المعلن كان "تحديث" قوانين الملكية الفكرية في العراق لتتوافق مع المعايير الدولية، لا سيما اتفاقية الجوانب التجارية من حقوق الملكية الفكرية (TRIPS) التابعة لمنظمة التجارة العالمية، غير أن الغاية الحقيقية كان زيادة حصة الشركات الأمريكية وعائداتها من خلال فتح سوق جديد لها. أهم بنود الأمر 81:
1. حماية الأصناف النباتية الجديدة (Plant Variety Protection - PVP): ينص الأمر 81 على منح حقوق ملكية حصرية (شبيهة ببراءات الاختراع) لمن يقوم بتطوير أو إدخال أصناف نباتية جديدة [من الشركات الأمريكية] إلى العراق، بشرط أن تكون هذه الأصناف "جديدة، ومتميزة، ومتجانسة، ومستقرة".
2. حظر استخدام المزارعين للبذور المحفوظة: كان العراق وسواده من أكثر المناطق الخصبة زراعيةً في الشرق الأوسط، وقد بدأ هذا بسبب نظام تخزين البذور الذي بدأ منذ الحضارة السومرية وبلغ أوج تنوعه وذروته خلال العصر الذهبي للإسلام، مما جعل العراق مُكتفئًا غذائيًّا وذا استقلال زراعي، وقد منع الأمر 81 المزارعين العراقيين من استخدام أو تبادل أو إعادة زراعة البذور المحفوظة من محاصيلهم تلك، حيث كانت من الأصناف المحمية بموجب القانون الجديد (حماية الأصناف النباتية الجديدة). وهذا يُعد تحولًا جذريًا في النظام الزراعي التقليدي العراقي الذي اعتمد لآلاف السنين على حفظ البذور ومشاركتها بين المجتمعات الزراعية.
3. فتح السوق العراقية أمام الشركات الأجنبية: من خلال فرض هذا الإطار القانوني الجديد، أصبح أخيرًا بإمكان الشركات الأجنبية، خاصة الأمريكية متعددة الجنسيات مثل "مونسانتو" (Monsanto)، تسجيل أصنافها النباتية وفرض رسوم ترخيص على استخدامها[3].

## التأثير على الزراعة العراقية
1. تفكيك النظم الزراعية التقليدية: قبل الغزو، كان المزارعون العراقيون يحتفظون بجزء من بذور محاصيلهم سنويًا لإعادة زراعتها. هذا النظام المستدام والموروث عبر الأجيال كان حجر الأساس للأمن الغذائي المحلي. أمر 81 ألغى فعليًا هذه الممارسة التقليدية، وأجبر المزارعين على شراء البذور "المعتمدة" كل موسم.
2. إضعاف السيادة الغذائية: الأمر 81 جعل العراق معتمدًا على شركات أجنبية لتوفير البذور، مما قوّض قدرته على تحقيق الاكتفاء الذاتي الغذائي. هذا التحول من اقتصاد يعتمد على الزراعة المحلية إلى اقتصاد زراعي يعتمد على الاستيراد والتحكم الخارجي يعتبره كثيرون نوعًا من "الاستعمار البيولوجي" (biopiracy).
3. التأثير على التنوع البيولوجي: من خلال تفضيل البذور المعدلة وراثيًا أو "المحسنة"، تراجع استخدام البذور المحلية التقليدية التي كانت أكثر ملاءمة للبيئة العراقية. وسيُؤدي هذا على المدى الطويل إلى فقدان التنوع الجيني المهم للأمن البيئي والزراعي.
4. الضغوط الاقتصادية على المزارعين: شراء البذور من الشركات الأجنبية يتطلب دفع رسوم واتباع لوائح، مما فرض عبئًا ماليًا جديدًا على المزارعين العراقيين الذين يعانون بالفعل من آثار الحرب وانهيار البنية التحتية الزراعية[4].

## الانتقادات
العديد من الباحثين والمنظمات غير الحكومية انتقدوا أمر 81 باعتباره وسيلة لفرض أجندات الشركات الأمريكية في العراق. من أبرز الانتقادات:
1. وفقًا لـ GRAIN، وهي منظمة دولية معنية بالسيادة الغذائية، فإن الأمر 81 كان أداة لـ "خصخصة الزراعة العراقية، وتدمير تراث إنساني مهم"[5].
2. وصفَ مركز العدل العالمي (The Center for Global Justice) الأمر بأنه شكل من أشكال "الإمبريالية الزراعية" يهدف إلى تحويل المزارعين إلى مستهلكين بدلًا من منتجين مستقلين[6].
3. كتب الباحث وليام إنغدال (F. William Engdahl) أن الأمر 81 يمثّل "تدميرًا متعمدًا لقدرة العراق على السيطرة على غذائه"[7].
4. وصف الكاتب الإيراني عدنان الديني الأمر 81 بأنه "وحشي"، وحثّ بلاده على اتخاذ إجراءات لحفظ الزراعة الوطنية الإيرانية، في حال أقدمَت الولايات المتحدة على غزو لها[8].